# Frazer Standard e Manhattan
La Standard è un'autovettura mid-size prodotta dalla Kaiser-Frazer dal 1947 al 1951. La sua versione più lussuosa e meglio accessoriata fu denominata Manhattan.

## Storia
La Standard del 1947 era caratterizzata da una calandra piatta avente cinque barre orizzontali. I fanali erano inclusi nella griglia. La Manhattan, che era la sua versione lussuosa, era dotata di verniciatura bicolore, maggiore presenza di cromature e sedili più comodi e tappetini.

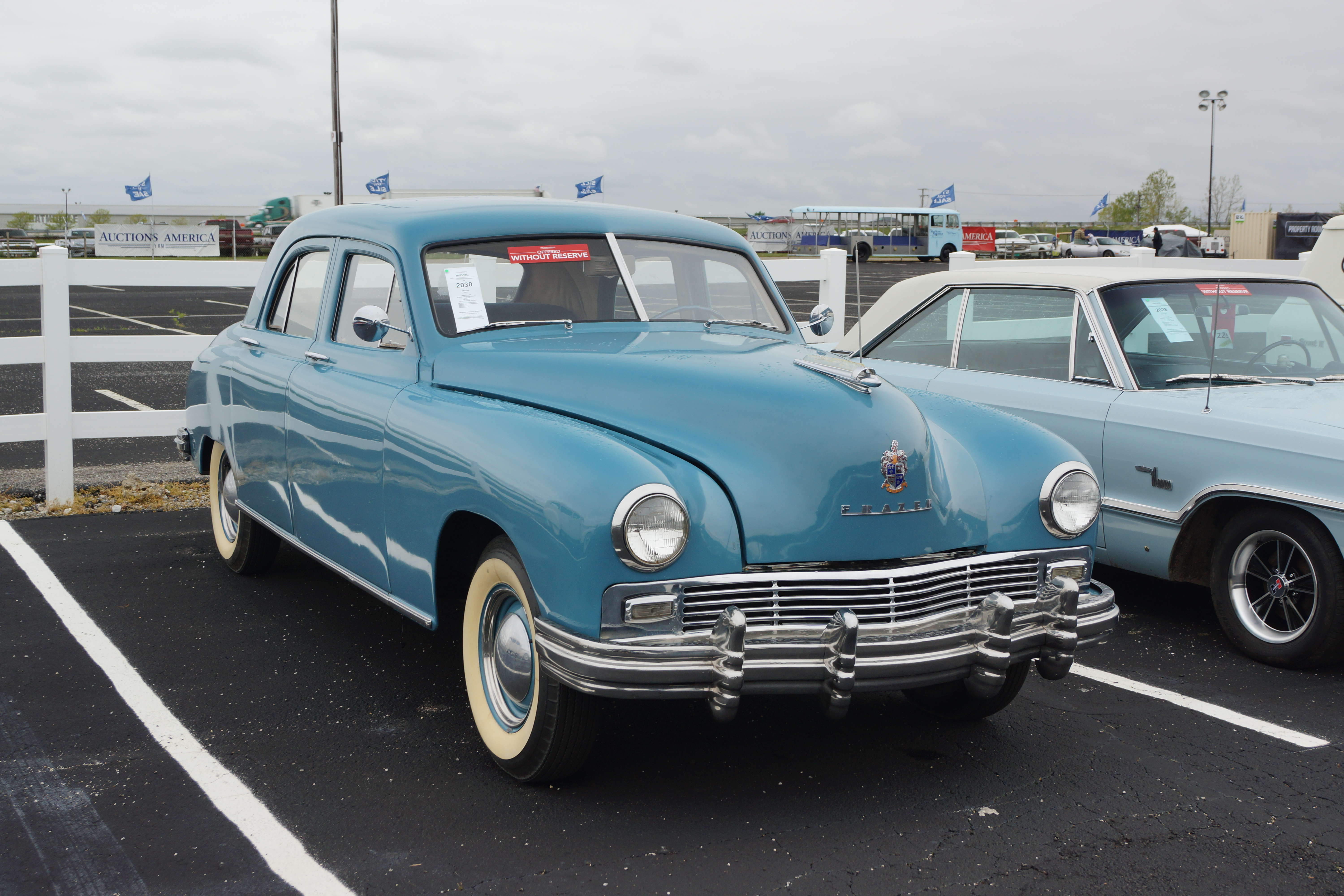
Una Frazer Standard del 1948

Nel 1948 i modelli furono sottoposti ad un facelift, Nell'occasione furono aggiornati la calandra e i paraurti. Al motore fu invece aumentato il rapporto di compressione senza nessun incremento delle prestazioni. Gli ammortizzatori furono migliorati. Sulla Manhattan erano ora disponibili, su richiesta, gli interni in pelle.
Nel 1949 il corpo vettura fu aggiornato nuovamente e venne introdotta la versione cabriolet. Nello stesso anno, la potenza del motore crebbe da 100 CV a 112 CV. Nel 1951 i modelli furono sottoposti a un profondo restyling. Rispetto ai modelli Kaiser, le modifiche dovute all'aggiornamento furono minori. Nell'occasione, la potenza del motore crebbe da 112 CV a 115 CV. Il modello uscì di produzione nel 1951 con l'uscita di scena di Joseph W. Frazer e con la conseguente soppressione del marchio Frazer.

## Caratteristiche tecniche
I modelli avevano installato un motore a sei cilindri in linea e valvole laterali da 3.707 cm³ di cilindrata. Il cambio era manuale a tre rapporti con leva sul piantone dello sterzo. La trazione era posteriore.